# Lupinus oreophilus
Lupinus oreophilus är en ärtväxtart som beskrevs av Rodolfo Amando Philippi. Lupinus oreophilus ingår i släktet lupiner, och familjen ärtväxter. Inga underarter finns listade i Catalogue of Life.